# مارغريت غاردنر
مارغريت غاردنر (بالإنجليزية: Margaret Gardner)‏ هي اقتصادية أسترالية، ولدت في 19 يناير 1954 في سيدني في أستراليا.